# Lista över fornlämningar i Växjö kommun (Tjureda)
Lista över fornlämningar i Växjö kommun (Tjureda) är en förteckning av ett urval av de fornlämningar som finns i Tjureda i Växjö kommun.
| Namn                         | Lämningstyp      | Tillkomsttid | Historisk indelning | Plats | Läge                 | ID-nr          | Bild                                 |
| ---------------------------- | ---------------- | ------------ | ------------------- | ----- | -------------------- | -------------- | ------------------------------------ |
| Tjureda 1:1                  | Röse             |              | Tjureda, Småland    |       | 57.070258, 14.806630 | 10075800010001 | Ladda upp en bild av detta fornminne |
| Tjureda 2:1                  | Röse             |              | Tjureda, Småland    |       | 57.075350, 14.817957 | 10075800020001 | Ladda upp en bild av detta fornminne |
| Tjureda 2:2                  | Röse             |              | Tjureda, Småland    |       | 57.075533, 14.817912 | 10075800020002 | Ladda upp en bild av detta fornminne |
| Tjureda 3:1                  | Röse             |              | Tjureda, Småland    |       | 57.065838, 14.807641 | 10075800030001 | Ladda upp en bild av detta fornminne |
| Tjureda 4:1                  | Röse             |              | Tjureda, Småland    |       | 57.065213, 14.806763 | 10075800040001 | Ladda upp en bild av detta fornminne |
| Tjureda 4:2                  | Stensättning     |              | Tjureda, Småland    |       | 57.064964, 14.806758 | 10075800040002 | Ladda upp en bild av detta fornminne |
| Tjureda 5:1                  | Stensättning     |              | Tjureda, Småland    |       | 57.064595, 14.806941 | 10075800050001 | Ladda upp en bild av detta fornminne |
| Drottningarör (Tjureda 6:1)  | Röse             |              | Tjureda, Småland    |       | 57.063129, 14.806797 | 10075800060001 | Ladda upp en bild av detta fornminne |
| Tjureda 7:1                  | Röse             |              | Tjureda, Småland    |       | 57.057334, 14.816324 | 10075800070001 | Ladda upp en bild av detta fornminne |
| Tjureda 8:1                  | Röse             |              | Tjureda, Småland    |       | 57.056711, 14.809812 | 10075800080001 | Ladda upp en bild av detta fornminne |
| Tjureda 11:1                 | Röse             |              | Tjureda, Småland    |       | 57.060544, 14.817733 | 10075800110001 | Ladda upp en bild av detta fornminne |
| Rebacka rör (Tjureda 12:1)   | Röse             |              | Tjureda, Småland    |       | 57.058597, 14.835528 | 10075800120001 | Ladda upp en bild av detta fornminne |
| Tjureda 15:1                 | Röse             |              | Tjureda, Småland    |       | 57.055457, 14.809581 | 10075800150001 | Ladda upp en bild av detta fornminne |
| Tjureda 16:1                 | Stensättning     |              | Tjureda, Småland    |       | 57.054007, 14.809629 | 10075800160001 | Ladda upp en bild av detta fornminne |
| Tjureda 16:2                 | Hällristning     |              | Tjureda, Småland    |       | 57.054118, 14.809823 | 10075800160002 | Ladda upp en bild av detta fornminne |
| Tjureda 17:1                 | Röse             |              | Tjureda, Småland    |       | 57.050426, 14.799038 | 10075800170001 | Ladda upp en bild av detta fornminne |
| Tjureda 18:1                 | Röse             |              | Tjureda, Småland    |       | 57.057122, 14.802476 | 10075800180001 | Ladda upp en bild av detta fornminne |
| Tjureda 19:1                 | Röse             |              | Tjureda, Småland    |       | 57.056101, 14.803776 | 10075800190001 | Ladda upp en bild av detta fornminne |
| Tjureda 20:1                 | Röse             |              | Tjureda, Småland    |       | 57.027417, 14.807484 | 10075800200001 | Ladda upp en bild av detta fornminne |
| Tjureda 21:1                 | Röse             |              | Tjureda, Småland    |       | 57.027702, 14.810547 | 10075800210001 | Ladda upp en bild av detta fornminne |
| Tjureda 22:1                 | Röse             |              | Tjureda, Småland    |       | 57.026163, 14.811302 | 10075800220001 | Ladda upp en bild av detta fornminne |
| Tjureda 23:1                 | Stenkammargrav   |              | Tjureda, Småland    |       | 57.025167, 14.814357 | 10075800230001 | Ladda upp en bild av detta fornminne |
| Tjureda 24:1                 | Röse             |              | Tjureda, Småland    |       | 57.027419, 14.816848 | 10075800240001 | Ladda upp en bild av detta fornminne |
| Tjureda 25:1                 | Röse             |              | Tjureda, Småland    |       | 57.020983, 14.812850 | 10075800250001 | Ladda upp en bild av detta fornminne |
| Tjureda 26:1                 | Begravningsplats |              | Tjureda, Småland    |       | 56.993820, 14.810564 | 10075800260001 | Ladda upp en bild av detta fornminne |
| Tjureda 29:2                 | Hällristning     |              | Tjureda, Småland    |       | 57.041421, 14.815537 | 10075800290002 | Ladda upp en bild av detta fornminne |
| Tjureda 30:1                 | Röse             |              | Tjureda, Småland    |       | 57.006074, 14.834433 | 10075800300001 | Ladda upp en bild av detta fornminne |
| Tjureda 31:1                 | Gravfält         |              | Tjureda, Småland    |       | 57.003717, 14.832556 | 10075800310001 | Ladda upp en bild av detta fornminne |
| Tjureda 32:1                 | Röse             |              | Tjureda, Småland    |       | 57.015677, 14.814004 | 10075800320001 | Ladda upp en bild av detta fornminne |
| Tjureda 33:1                 | Stenkammargrav   |              | Tjureda, Småland    |       | 57.024255, 14.814858 | 10075800330001 | Ladda upp en bild av detta fornminne |
| Tjureda 34:1                 | Röse             |              | Tjureda, Småland    |       | 56.998266, 14.757427 | 10075800340001 | Ladda upp en bild av detta fornminne |
| Tjureda 35:1                 | Stenkammargrav   |              | Tjureda, Småland    |       | 56.996777, 14.757468 | 10075800350001 | Ladda upp en bild av detta fornminne |
| Tjureda 36:1                 | Röse             |              | Tjureda, Småland    |       | 56.996332, 14.756876 | 10075800360001 | Ladda upp en bild av detta fornminne |
| Tjureda 37:1                 | Röse             |              | Tjureda, Småland    |       | 56.984132, 14.758126 | 10075800370001 | Ladda upp en bild av detta fornminne |
| Tjureda 38:1                 | Röse             |              | Tjureda, Småland    |       | 56.985073, 14.758216 | 10075800380001 | Ladda upp en bild av detta fornminne |
| Tjureda 38:2                 | Röse             |              | Tjureda, Småland    |       | 56.985325, 14.757858 | 10075800380002 | Ladda upp en bild av detta fornminne |
| Tjureda 38:3                 | Röse             |              | Tjureda, Småland    |       | 56.984820, 14.758724 | 10075800380003 | Ladda upp en bild av detta fornminne |
| Jättekullen (Tjureda 39:1)   | Röse             |              | Tjureda, Småland    |       | 56.987362, 14.750035 | 10075800390001 | Ladda upp en bild av detta fornminne |
| Tjureda 40:1                 | Gravfält         |              | Tjureda, Småland    |       | 56.993601, 14.741052 | 10075800400001 | Ladda upp en bild av detta fornminne |
| Tjureda 41:1                 | Röse             |              | Tjureda, Småland    |       | 57.007495, 14.757413 | 10075800410001 | Ladda upp en bild av detta fornminne |
| Tjureda 42:1                 | Röse             |              | Tjureda, Småland    |       | 57.004459, 14.755601 | 10075800420001 | Ladda upp en bild av detta fornminne |
| Tjureda 42:2                 | Stensättning     |              | Tjureda, Småland    |       | 57.004500, 14.755517 | 10075800420002 | Ladda upp en bild av detta fornminne |
| Tjureda 45:1                 | Gravfält         |              | Tjureda, Småland    |       | 57.031546, 14.780129 | 10075800450001 | Ladda upp en bild av detta fornminne |
| Tjureda 46:1                 | Röse             |              | Tjureda, Småland    |       | 57.059761, 14.783584 | 10075800460001 | Ladda upp en bild av detta fornminne |
| Tjureda 47:1                 | Röse             |              | Tjureda, Småland    |       | 57.064783, 14.780318 | 10075800470001 | Ladda upp en bild av detta fornminne |
| Tjureda 47:2                 | Röse             |              | Tjureda, Småland    |       | 57.064830, 14.780314 | 10075800470002 | Ladda upp en bild av detta fornminne |
| Ulfsaxens rör (Tjureda 48:1) | Röse             |              | Tjureda, Småland    |       | 57.069646, 14.783297 | 10075800480001 | Ladda upp en bild av detta fornminne |
| Ulfsaxens rör (Tjureda 48:2) | Stensättning     |              | Tjureda, Småland    |       | 57.069614, 14.783292 | 10075800480002 | Ladda upp en bild av detta fornminne |
| Tjureda 49:1                 | Röse             |              | Tjureda, Småland    |       | 56.983982, 14.747351 | 10075800490001 | Ladda upp en bild av detta fornminne |
| Tjureda 50:1                 | Röse             |              | Tjureda, Småland    |       | 56.974348, 14.739442 | 10075800500001 | Ladda upp en bild av detta fornminne |
| Tjureda 51:1                 | Stenkammargrav   |              | Tjureda, Småland    |       | 56.999882, 14.769021 | 10075800510001 | Ladda upp en bild av detta fornminne |
| Tjureda 52:1                 | Hög              |              | Tjureda, Småland    |       | 57.021813, 14.778659 | 10075800520001 | Ladda upp en bild av detta fornminne |
| Tjureda 53:1                 | Röse             |              | Tjureda, Småland    |       | 57.063078, 14.833542 | 10075800530001 | Ladda upp en bild av detta fornminne |
| Tjureda 53:2                 | Röse             |              | Tjureda, Småland    |       | 57.062788, 14.833171 | 10075800530002 | Ladda upp en bild av detta fornminne |
| Tjureda 54:1                 | Röse             |              | Tjureda, Småland    |       | 57.026799, 14.802644 | 10075800540001 | Ladda upp en bild av detta fornminne |
| Tjureda 67:1                 | Röse             |              | Tjureda, Småland    |       | 57.066843, 14.814287 | 10075800670001 | Ladda upp en bild av detta fornminne |
| Tjureda 69:1                 | Röse             |              | Tjureda, Småland    |       | 57.061291, 14.803706 | 10075800690001 | Ladda upp en bild av detta fornminne |
| Tjureda 71:1                 | Stensättning     |              | Tjureda, Småland    |       | 57.079773, 14.809031 | 10075800710001 | Ladda upp en bild av detta fornminne |
| Tjureda 73:1                 | Röse             |              | Tjureda, Småland    |       | 57.072537, 14.806061 | 10075800730001 | Ladda upp en bild av detta fornminne |
| Tjureda 75:1                 | Röse             |              | Tjureda, Småland    |       | 57.064435, 14.827998 | 10075800750001 | Ladda upp en bild av detta fornminne |
| Tjureda 76:1                 | Röse             |              | Tjureda, Småland    |       | 57.064247, 14.824713 | 10075800760001 | Ladda upp en bild av detta fornminne |
| Tjureda 78:1                 | Stensättning     |              | Tjureda, Småland    |       | 57.056888, 14.837329 | 10075800780001 | Ladda upp en bild av detta fornminne |
| Tjureda 82:1                 | Stensättning     |              | Tjureda, Småland    |       | 57.064167, 14.822884 | 10075800820001 | Ladda upp en bild av detta fornminne |
| Tjureda 82:2                 | Hällristning     |              | Tjureda, Småland    |       | 57.064067, 14.822622 | 10075800820002 | Ladda upp en bild av detta fornminne |
| Tjureda 82:3                 | Hällristning     |              | Tjureda, Småland    |       | 57.063838, 14.822813 | 10075800820003 | Ladda upp en bild av detta fornminne |
| Tjureda 83:1                 | Röse             |              | Tjureda, Småland    |       | 57.063650, 14.824409 | 10075800830001 | Ladda upp en bild av detta fornminne |
| Tjureda 85:1                 | Stensättning     |              | Tjureda, Småland    |       | 57.051355, 14.825536 | 10075800850001 | Ladda upp en bild av detta fornminne |
| Tjureda 86:1                 | Röse             |              | Tjureda, Småland    |       | 57.051162, 14.828834 | 10075800860001 | Ladda upp en bild av detta fornminne |
| Tjureda 87:1                 | Stensättning     |              | Tjureda, Småland    |       | 57.052287, 14.829192 | 10075800870001 | Ladda upp en bild av detta fornminne |
| Tjureda 87:2                 | Stensättning     |              | Tjureda, Småland    |       | 57.052259, 14.829369 | 10075800870002 | Ladda upp en bild av detta fornminne |
| Tjureda 88:1                 | Stensättning     |              | Tjureda, Småland    |       | 57.052450, 14.824294 | 10075800880001 | Ladda upp en bild av detta fornminne |
| Tjureda 92:1                 | Stensättning     |              | Tjureda, Småland    |       | 57.053206, 14.778810 | 10075800920001 | Ladda upp en bild av detta fornminne |
| Tjureda 93:1                 | Stensättning     |              | Tjureda, Småland    |       | 57.050326, 14.815603 | 10075800930001 | Ladda upp en bild av detta fornminne |
| Tjureda 95:1                 | Stensättning     |              | Tjureda, Småland    |       | 57.060843, 14.803576 | 10075800950001 | Ladda upp en bild av detta fornminne |
| Tjureda 96:1                 | Stensättning     |              | Tjureda, Småland    |       | 57.060235, 14.803840 | 10075800960001 | Ladda upp en bild av detta fornminne |
| Tjureda 97:1                 | Stensättning     |              | Tjureda, Småland    |       | 57.059184, 14.804163 | 10075800970001 | Ladda upp en bild av detta fornminne |
| Tjureda 100:1                | Röse             |              | Tjureda, Småland    |       | 57.040476, 14.788623 | 10075801000001 | Ladda upp en bild av detta fornminne |
| Tjureda 101:1                | Stensättning     |              | Tjureda, Småland    |       | 57.037896, 14.789334 | 10075801010001 | Ladda upp en bild av detta fornminne |
| Tjureda 101:2                | Stensättning     |              | Tjureda, Småland    |       | 57.038025, 14.789169 | 10075801010002 | Ladda upp en bild av detta fornminne |
| Tjureda 104:1                | Stensättning     |              | Tjureda, Småland    |       | 57.027787, 14.807652 | 10075801040001 | Ladda upp en bild av detta fornminne |
| Tjureda 106:1                | Stensättning     |              | Tjureda, Småland    |       | 57.020763, 14.812414 | 10075801060001 | Ladda upp en bild av detta fornminne |
| Tjureda 107:1                | Stenkammargrav   |              | Tjureda, Småland    |       | 57.020464, 14.813254 | 10075801070001 | Ladda upp en bild av detta fornminne |
| Tjureda 108:1                | Stensättning     |              | Tjureda, Småland    |       | 57.022546, 14.810326 | 10075801080001 | Ladda upp en bild av detta fornminne |
| Tjureda 108:2                | Stensättning     |              | Tjureda, Småland    |       | 57.022601, 14.810086 | 10075801080002 | Ladda upp en bild av detta fornminne |
| Tjureda 109:1                | Stenkammargrav   |              | Tjureda, Småland    |       | 57.015140, 14.814525 | 10075801090001 | Ladda upp en bild av detta fornminne |
| Tjureda 110:1                | Röse             |              | Tjureda, Småland    |       | 57.010045, 14.821220 | 10075801100001 | Ladda upp en bild av detta fornminne |
| Tjureda 111:1                | Röse             |              | Tjureda, Småland    |       | 57.000209, 14.838628 | 10075801110001 | Ladda upp en bild av detta fornminne |
| Tjureda 116:1                | Stensättning     |              | Tjureda, Småland    |       | 57.051802, 14.825048 | 10075801160001 | Ladda upp en bild av detta fornminne |
| Tjureda 120:1                | Stensättning     |              | Tjureda, Småland    |       | 57.055449, 14.767013 | 10075801200001 | Ladda upp en bild av detta fornminne |
| Tjureda 121:1                | Stensättning     |              | Tjureda, Småland    |       | 57.060899, 14.767369 | 10075801210001 | Ladda upp en bild av detta fornminne |
| Tjureda 122:1                | Röse             |              | Tjureda, Småland    |       | 57.061757, 14.767021 | 10075801220001 | Ladda upp en bild av detta fornminne |
| Tjureda 123:1                | Stensättning     |              | Tjureda, Småland    |       | 57.062179, 14.766937 | 10075801230001 | Ladda upp en bild av detta fornminne |
| Tjureda 136:1                | Gravfält         |              | Tjureda, Småland    |       | 57.005735, 14.759058 | 10075801360001 | Ladda upp en bild av detta fornminne |
| Tjureda 141:1                | Stensättning     |              | Tjureda, Småland    |       | 56.996989, 14.746669 | 10075801410001 | Ladda upp en bild av detta fornminne |
| Tjureda 146:2                | Hällristning     |              | Tjureda, Småland    |       | 56.987426, 14.746556 | 10075801460002 | Ladda upp en bild av detta fornminne |
| Tjureda 146:3                | Hällristning     |              | Tjureda, Småland    |       | 56.987263, 14.747195 | 10075801460003 | Ladda upp en bild av detta fornminne |
| Tjureda 151:1                | Stensättning     |              | Tjureda, Småland    |       | 56.990140, 14.748415 | 10075801510001 | Ladda upp en bild av detta fornminne |
| Tjureda 152:1                | Stenkammargrav   |              | Tjureda, Småland    |       | 56.983090, 14.757694 | 10075801520001 | Ladda upp en bild av detta fornminne |
| Tjureda 155:1                | Stensättning     |              | Tjureda, Småland    |       | 57.066042, 14.780743 | 10075801550001 | Ladda upp en bild av detta fornminne |
| Tjureda 156:1                | Röse             |              | Tjureda, Småland    |       | 56.990048, 14.750358 | 10075801560001 | Ladda upp en bild av detta fornminne |
| Tjureda 157:1                | Gravfält         |              | Tjureda, Småland    |       | 57.005291, 14.757601 | 10075801570001 | Ladda upp en bild av detta fornminne |
| Tjureda 158:1                | Stenkammargrav   |              | Tjureda, Småland    |       | 56.998700, 14.831006 | 10075801580001 | Ladda upp en bild av detta fornminne |
| Tjureda 163:1                | Hällristning     |              | Tjureda, Småland    |       | 56.986724, 14.747774 | 10075801630001 | Ladda upp en bild av detta fornminne |
| Tjureda 163:2                | Hällristning     |              | Tjureda, Småland    |       | 56.986667, 14.747738 | 10075801630002 | Ladda upp en bild av detta fornminne |
| Tjureda 163:3                | Hällristning     |              | Tjureda, Småland    |       | 56.986796, 14.747745 | 10075801630003 | Ladda upp en bild av detta fornminne |
| Tjureda 163:4                | Hällristning     |              | Tjureda, Småland    |       | 56.986725, 14.747769 | 10075801630004 | Ladda upp en bild av detta fornminne |
| Tjureda 163:5                | Hällristning     |              | Tjureda, Småland    |       | 56.986742, 14.747561 | 10075801630005 | Ladda upp en bild av detta fornminne |
| Tjureda 179:1                | Hällristning     |              | Tjureda, Småland    |       | 56.974714, 14.741080 | 10075801790001 | Ladda upp en bild av detta fornminne |
| Tjureda 180:1                | Hällristning     |              | Tjureda, Småland    |       | 56.973006, 14.738813 | 10075801800001 | Ladda upp en bild av detta fornminne |
| Tjureda 181:1                | Hällristning     |              | Tjureda, Småland    |       | 56.977924, 14.742431 | 10075801810001 | Ladda upp en bild av detta fornminne |
| Tjureda 181:2                | Hällristning     |              | Tjureda, Småland    |       | 56.977824, 14.742560 | 10075801810002 | Ladda upp en bild av detta fornminne |
| Tjureda 181:3                | Hällristning     |              | Tjureda, Småland    |       | 56.977859, 14.742365 | 10075801810003 | Ladda upp en bild av detta fornminne |
| Tjureda 182:1                | Hällristning     |              | Tjureda, Småland    |       | 56.986207, 14.749692 | 10075801820001 | Ladda upp en bild av detta fornminne |
| Tjureda 183:1                | Hällristning     |              | Tjureda, Småland    |       | 56.989100, 14.751039 | 10075801830001 | Ladda upp en bild av detta fornminne |
| Tjureda 183:2                | Hällristning     |              | Tjureda, Småland    |       | 56.988862, 14.751142 | 10075801830002 | Ladda upp en bild av detta fornminne |
| Tjureda 183:3                | Hällristning     |              | Tjureda, Småland    |       | 56.988757, 14.751197 | 10075801830003 | Ladda upp en bild av detta fornminne |
| Tjureda 184:1                | Hällristning     |              | Tjureda, Småland    |       | 56.987986, 14.751638 | 10075801840001 | Ladda upp en bild av detta fornminne |
| Tjureda 185:1                | Hällristning     |              | Tjureda, Småland    |       | 56.988156, 14.753051 | 10075801850001 | Ladda upp en bild av detta fornminne |
| Tjureda 185:2                | Hällristning     |              | Tjureda, Småland    |       | 56.987931, 14.752726 | 10075801850002 | Ladda upp en bild av detta fornminne |
| Tjureda 185:3                | Hällristning     |              | Tjureda, Småland    |       | 56.987813, 14.752715 | 10075801850003 | Ladda upp en bild av detta fornminne |
| Tjureda 186:1                | Hällristning     |              | Tjureda, Småland    |       | 56.984428, 14.747030 | 10075801860001 | Ladda upp en bild av detta fornminne |
| Tjureda 187:1                | Hällristning     |              | Tjureda, Småland    |       | 56.985888, 14.747993 | 10075801870001 | Ladda upp en bild av detta fornminne |
| Tjureda 188:1                | Hällristning     |              | Tjureda, Småland    |       | 56.990075, 14.751115 | 10075801880001 | Ladda upp en bild av detta fornminne |
| Tjureda 189:1                | Hällristning     |              | Tjureda, Småland    |       | 56.990221, 14.749091 | 10075801890001 | Ladda upp en bild av detta fornminne |
| Tjureda 190:1                | Hällristning     |              | Tjureda, Småland    |       | 56.989984, 14.748355 | 10075801900001 | Ladda upp en bild av detta fornminne |
| Tjureda 190:2                | Hällristning     |              | Tjureda, Småland    |       | 56.990041, 14.748162 | 10075801900002 | Ladda upp en bild av detta fornminne |
| Tjureda 190:3                | Hällristning     |              | Tjureda, Småland    |       | 56.990138, 14.748160 | 10075801900003 | Ladda upp en bild av detta fornminne |
| Tjureda 191:1                | Hällristning     |              | Tjureda, Småland    |       | 56.996310, 14.758796 | 10075801910001 | Ladda upp en bild av detta fornminne |
| Tjureda 191:2                | Hällristning     |              | Tjureda, Småland    |       | 56.996452, 14.758687 | 10075801910002 | Ladda upp en bild av detta fornminne |
| Tjureda 192:1                | Hällristning     |              | Tjureda, Småland    |       | 56.997161, 14.759450 | 10075801920001 | Ladda upp en bild av detta fornminne |
| Tjureda 193:1                | Hällristning     |              | Tjureda, Småland    |       | 56.997450, 14.758338 | 10075801930001 | Ladda upp en bild av detta fornminne |
| Tjureda 194:1                | Hällristning     |              | Tjureda, Småland    |       | 57.061799, 14.803246 | 10075801940001 | Ladda upp en bild av detta fornminne |
| Tjureda 194:2                | Hällristning     |              | Tjureda, Småland    |       | 57.061980, 14.802944 | 10075801940002 | Ladda upp en bild av detta fornminne |
| Tjureda 195:1                | Hällristning     |              | Tjureda, Småland    |       | 57.064607, 14.806953 | 10075801950001 | Ladda upp en bild av detta fornminne |
| Tjureda 196:1                | Hällristning     |              | Tjureda, Småland    |       | 57.064546, 14.824819 | 10075801960001 | Ladda upp en bild av detta fornminne |
| Tjureda 197:1                | Hällristning     |              | Tjureda, Småland    |       | 57.052588, 14.824402 | 10075801970001 | Ladda upp en bild av detta fornminne |
| Tjureda 198:1                | Hällristning     |              | Tjureda, Småland    |       | 57.051430, 14.825326 | 10075801980001 | Ladda upp en bild av detta fornminne |
| Tjureda 199:1                | Hällristning     |              | Tjureda, Småland    |       | 57.065054, 14.780129 | 10075801990001 | Ladda upp en bild av detta fornminne |
| Tjureda 199:2                | Hällristning     |              | Tjureda, Småland    |       | 57.065018, 14.779841 | 10075801990002 | Ladda upp en bild av detta fornminne |
| Tjureda 199:3                | Hällristning     |              | Tjureda, Småland    |       | 57.065362, 14.780623 | 10075801990003 | Ladda upp en bild av detta fornminne |
| Tjureda 200:1                | Hällristning     |              | Tjureda, Småland    |       | 57.064718, 14.780332 | 10075802000001 | Ladda upp en bild av detta fornminne |
| Tjureda 200:2                | Hällristning     |              | Tjureda, Småland    |       | 57.064611, 14.780839 | 10075802000002 | Ladda upp en bild av detta fornminne |
| Tjureda 200:3                | Hällristning     |              | Tjureda, Småland    |       | 57.064860, 14.781114 | 10075802000003 | Ladda upp en bild av detta fornminne |
| Tjureda 200:4                | Hällristning     |              | Tjureda, Småland    |       | 57.064837, 14.781303 | 10075802000004 | Ladda upp en bild av detta fornminne |
| Tjureda 200:5                | Hällristning     |              | Tjureda, Småland    |       | 57.065067, 14.781189 | 10075802000005 | Ladda upp en bild av detta fornminne |
| Tjureda 201:1                | Hällristning     |              | Tjureda, Småland    |       | 57.064089, 14.781168 | 10075802010001 | Ladda upp en bild av detta fornminne |
| Tjureda 202:1                | Hällristning     |              | Tjureda, Småland    |       | 57.063030, 14.780486 | 10075802020001 | Ladda upp en bild av detta fornminne |
| Tjureda 203:1                | Hällristning     |              | Tjureda, Småland    |       | 57.063718, 14.778388 | 10075802030001 | Ladda upp en bild av detta fornminne |
| Tjureda 203:2                | Hällristning     |              | Tjureda, Småland    |       | 57.063719, 14.778388 | 10075802030002 | Ladda upp en bild av detta fornminne |
| Tjureda 204:1                | Hällristning     |              | Tjureda, Småland    |       | 57.062746, 14.782194 | 10075802040001 | Ladda upp en bild av detta fornminne |
| Tjureda 205:1                | Hällristning     |              | Tjureda, Småland    |       | 57.061187, 14.782205 | 10075802050001 | Ladda upp en bild av detta fornminne |
| Tjureda 206:1                | Hällristning     |              | Tjureda, Småland    |       | 57.026016, 14.811285 | 10075802060001 | Ladda upp en bild av detta fornminne |
| Tjureda 207:1                | Hällristning     |              | Tjureda, Småland    |       | 57.027437, 14.811146 | 10075802070001 | Ladda upp en bild av detta fornminne |
| Tjureda 208:1                | Hällristning     |              | Tjureda, Småland    |       | 57.026238, 14.808694 | 10075802080001 | Ladda upp en bild av detta fornminne |
| Tjureda 209:1                | Hällristning     |              | Tjureda, Småland    |       | 57.020423, 14.814229 | 10075802090001 | Ladda upp en bild av detta fornminne |
| Tjureda 210:1                | Hällristning     |              | Tjureda, Småland    |       | 57.015003, 14.814241 | 10075802100001 | Ladda upp en bild av detta fornminne |
| Tjureda 211:1                | Hällristning     |              | Tjureda, Småland    |       | 57.014079, 14.813905 | 10075802110001 | Ladda upp en bild av detta fornminne |
| Tjureda 212:1                | Hällristning     |              | Tjureda, Småland    |       | 57.012356, 14.813931 | 10075802120001 | Ladda upp en bild av detta fornminne |
| Tjureda 213:1                | Hällristning     |              | Tjureda, Småland    |       | 57.013020, 14.811734 | 10075802130001 | Ladda upp en bild av detta fornminne |
| Tjureda 214:1                | Hällristning     |              | Tjureda, Småland    |       | 57.007738, 14.759375 | 10075802140001 | Ladda upp en bild av detta fornminne |
| Tjureda 214:2                | Hällristning     |              | Tjureda, Småland    |       | 57.008035, 14.759404 | 10075802140002 | Ladda upp en bild av detta fornminne |
| Tjureda 214:3                | Hällristning     |              | Tjureda, Småland    |       | 57.008210, 14.759402 | 10075802140003 | Ladda upp en bild av detta fornminne |
| Tjureda 214:4                | Hällristning     |              | Tjureda, Småland    |       | 57.008060, 14.759886 | 10075802140004 | Ladda upp en bild av detta fornminne |
| Tjureda 215:1                | Hällristning     |              | Tjureda, Småland    |       | 57.024250, 14.815952 | 10075802150001 | Ladda upp en bild av detta fornminne |
| Tjureda 216:1                | Hällristning     |              | Tjureda, Småland    |       | 57.023766, 14.816730 | 10075802160001 | Ladda upp en bild av detta fornminne |
| Tjureda 217:1                | Hällristning     |              | Tjureda, Småland    |       | 57.023477, 14.818454 | 10075802170001 | Ladda upp en bild av detta fornminne |
| Tjureda 217:2                | Hällristning     |              | Tjureda, Småland    |       | 57.023260, 14.818181 | 10075802170002 | Ladda upp en bild av detta fornminne |
| Tjureda 218:1                | Hällristning     |              | Tjureda, Småland    |       | 57.011698, 14.817421 | 10075802180001 | Ladda upp en bild av detta fornminne |